# George V. Brown
George Vincent Brown (* 21. Oktober 1880 in Boston, Massachusetts; † 17. Oktober 1937) war ein US-amerikanischer Sportfunktionär. Sein Sohn Walter A. Brown war ebenfalls Sportfunktionär.

## Karriere
George V. Brown war einer der Mitbegründer des 1897 erstmals ausgetragenen Boston Marathon, den er in elf Jahren im Zeitraum von 1905 bis 1937 auch selbst als Manager organisierte. Von 1918 bis 1937 war er parallel Manager des Boston Garden. Diesen Posten übernahm nach seinem Tod sein Sohn Walter A. Brown. Brown, der zuvor selbst im Eishockey eine Amateurmannschaft trainiert hatte, betreute die US-amerikanische Eishockeynationalmannschaft bei den Olympischen Winterspielen 1924 in Chamonix, bei der sie die Silbermedaille gewann, als Manager. Von 1908 bis 1920 war er zudem Mitglied des United States Olympic Committee. Für das Olympia-Leichtathletik-Team der USA nahm Brown an den Olympischen Spielen 1924, 1928 und 1936 als Assistenztrainer, sowie 1932 als Offizieller teil.
George V. Brown half 1926 bei der Gründung der professionellen Canadian-American Hockey League, wobei er von 1931 bis 1933 für das Franchise der Boston Cubs tätig war. Zudem ließ er ab 1928 die Boston Bruins aus der National Hockey League ihre Heimspiele im Boston Garden austragen. Aufgrund seiner Verdienste für das Eishockey wurde Brown 1961 zunächst in die Hockey Hall of Fame sowie 1973 in die United States Hockey Hall of Fame aufgenommen.

## Erfolge und Auszeichnungen
- 1924 Silbermedaille bei den Olympischen Winterspielen (als Manager)
- 1961 Aufnahme in die Hockey Hall of Fame
- 1973 Aufnahme in die United States Hockey Hall of Fame